# Boys On Film 6: Pacific Rim
Boys On Film 6: Pacific Rim è un film antologico del 2011 composto da cortometraggi di diverse nazionalità.
Si tratta del sesto film della serie Boys On Film.

## Trama
Film ad episodi.
In Drowning, la morte improvvisa del fratello maggiore sconvolge Mik costringendolo a ridefinire il suo posto nella sua famiglia e nel mondo.
In Franswa Sharl, durante una vacanza in famiglia alle Fiji, il dodicenne Greg cerca di conquistare l'ammirazione del padre con una serie di attività creative. Non riuscendovi decide di partecipare ad una competizione femminile.
In Tanjong Rhu, un ex ufficiale gira un film su un uomo che ha incontrato a Tanjong Rhu.
In Teddy, un londinese, mentre è in vacanza in Nuova Zelanda, tenta di riprendere una vecchia relazione ma un vecchio orsacchiotto del suo passato decide il suo destino.
In LOVE, 100 °C, Min-so, ragazzo con problemi di udito, è gay èd è innamorati de suo compagno di classe Ji-seok. Un giorno, Min-so fa sesso con un uomo che lavora in un bagno pubblico e da quel momento la sua vita cambia.
In My Last Ten Hours with You, Jeremy e Mark si separeranno alle 6 del mattino. Il corto ci mostra le loro ultime dieci ore insieme.
In Ron the Zookeeper, Ron, il guardiano dello zoo, viene mandato a recuperare un campione di sperma di panda grigio.
In Ajumma! Are You Krazy???, tre ragazze intraprendono un viaggio per cercare di incontrare la superstar coreana Michael Park.